# Pancovia golungensis
Pancovia golungensis là một loài thực vật có hoa trong họ Bồ hòn. Loài này được (Hiern) Exell & Mendonça mô tả khoa học đầu tiên năm 1954.